# Z bolečino v srcu (TV drama)
Z bolečino v srcu je slovenska TV drama iz leta 1986.
Film po besedah ustvarjalcev obravnava problematiko mater delavskega razreda.

### Zgodba
Glavna junakinja je delavka v tekstilni tovarni in ločenka z mladoletnim sinom. Ima redne stike s sorodstvom, vendar živi samotno in je predvsem predana delu v tovarni. Delavke se z vodstvom sprejo glede otroškega vrtca.

## Kritike
Lilijana Šaver (Delo) je napisala, da je scenarij pretrgal z nekaterimi ustaljenimi predstavami o naši splošni družbenopolitični motiviranosti »za«. Liki so se ji kljub karikiranosti, smešnosti in rahli grotesknosti zdeli še zmeraj resnični in človeški. Všeč ji je bila spontana in tenkovestna igra Potokarjeve v vlogi zagrenjene gospodinje, nergave mame in babice Zofke, pa tudi Bogataja in Bana. Režiserju je pripisala zaslugo, da tragikomedija ni zapadla resentimentu. Bolj se ji je zdel uspešen pri skupinskih scenah, kot pa pri poudarjanju intimne drame glavne junakinje. Največji problem je videla v družbenokritični ostrini. Filmu je očitala lakiranje resničnosti, kjerkoli se dotakne občih interesov, saj delavke niso prikazane med delom, niso videti izkoriščane, razmere v tovarni so urejene, delavska stanovanja so čedna in velika, ženske pa moti zgolj to, da nimajo vrtca in da možje zaradi dvoizmenskega dela ne morejo spati pri njih, kadar bi radi.

## Zasedba
- Alenka Vipotnik: tekstilna delavka
- Majda Potokar: mama in babica Zofka
- Lojze Rozman
- Rok Bogataj
- Dare Valič
- Ivo Ban
- Boris Juh

## Ekipa
- dramaturgija: Nina Souvan
- fotografija: Slavo Vajt
- montaža: Zdenka Oblak
- scenografija: Tomaž Marolt
- kostumografija: Svetlana Visintin
- ton: Janez Cimperman